# Criterio de Cramér-von Mises
En estadística el criterio de Cramér-von Mises se emplea para juzgar la bondad de una función de distribución acumulada {\displaystyle F^{*}} comparada con una función de distribución empírica {\displaystyle F_{n}}, o para comparar dos distribuciones empíricas. También se utiliza como parte de otros algoritmos, tal como la estimación de la distancia mínima. Se define como:
{\displaystyle \omega ^{2}=\int _{-\infty }^{\infty }[F_{n}(x)-F^{*}(x)]^{2}\,\mathrm {d} F^{*}(x)}
Aplicándolo a una única muestra, {\displaystyle F^{*}} es la distribución teórica y {\displaystyle F_{n}} es la empírica. Alternativamente las dos distribuciones pueden ser estimadas empíricamente; esto se conoce como un caso de dos muestras.
El criterio lleva los apellidos de Harald Cramér y Richard Edler von Mises, quienes fueron los primeros en exponerlo entre los años 1928-1930. La generalización de las dos muestras es obra de Theodore Wilbur Anderson.
El criterio es una alternativa al test de Kolmogorov-Smirnov.

## Test de Cramér-von Mises (una muestra)
Sean {\displaystyle x_{1},x_{2},\cdots ,x_{n}} los valores observados, en orden creciente. Entonces el estadístico es: 1153 
{\displaystyle T=n\omega ^{2}={\frac {1}{12n}}+\sum _{i=1}^{n}\left[{\frac {2i-1}{2n}}-F(x_{i})\right]^{2}.}
Si este valor es mayor que el valor tabulado, se puede rechazar la hipótesis de que los datos provienen de la distribución {\displaystyle F}

### Test de Watson
Una versión modificada del criterio es el test de Watson, el cual usa el estadístico U2, donde
{\displaystyle U^{2}=T-n({\bar {F}}-{\tfrac {1}{2}})^{2},}
donde
{\displaystyle {\bar {F}}={\frac {1}{n}}\sum F(x_{i}).}

## Test de Cramér–von Mises test (dos muestras)
Sean {\displaystyle x_{1},x_{2},\cdots ,x_{N}} y {\displaystyle y_{1},y_{2},\cdots ,y_{M}} los valores observados en la primera y segunda muestra respectivamente, en orden creciente. Sean {\displaystyle r_{1},r_{2},\cdots ,r_{N}} los rangos de x en la muestra combinada, y sean {\displaystyle s_{1},s_{2},\cdots ,s_{M}} los rangos de y en la muestra combinada. Anderson: 1149  muestra que
{\displaystyle T=N\omega ^{2}={\frac {U}{NM(N+M)}}-{\frac {4MN-1}{6(M+N)}}}
donde U se define como
{\displaystyle U=N\sum _{i=1}^{N}(r_{i}-i)^{2}+M\sum _{j=1}^{M}(s_{j}-j)^{2}}
Si el valor de T es mayor que los valores tabulados,: 1154–1159  se puede rechazar la hipótesis de que las dos muestras provienen de la misma distribución. Esto implica que no hay duplicados en {\displaystyle x}, {\displaystyle y}, y en las secuencias {\displaystyle r}.  Por tanto {\displaystyle x_{i}} es única, y su rango es {\displaystyle i} en {\displaystyle x_{1},...x_{N}}.  Si hay duplicados, y {\displaystyle x_{i}} en {\displaystyle x_{j}} son valores idénticos, donde se puede utilizar el enfoque del medio rango método: asignar a cada duplicado un rango de {\displaystyle (i+j)/2}. En las ecuaciones precedentes, en las expresiones {\displaystyle (r_{i}-i)^{2}} y {\displaystyle (s_{j}-j)^{2}}, los duplicados pueden alterar las cuatro variables {\displaystyle r_{i}},   {\displaystyle i},   {\displaystyle s_{j}},  y {\displaystyle j}.

## Lecturas
- Xiao, Y.; A. Gordon; A. Yakovlev (enero de 2007). «A C++ Program for the Cramér–von Mises Two-Sample Test» (PDF). Journal of Statistical Software (American Statistical Association) 17 (8). ISSN 1548-7660. OCLC 42456366. Consultado el 12 de junio de 2009.